# Miho Hamada
Miho Hamada (Japans: 濱田 美穂, Hamada Miho) (1947) is een voormalig Japans professioneel tafeltennisster. Hamada is haar achternaam.
Zij werd wereldkampioen in het dubbelspel met de Roemeense Maria Alexandru in 1973.

## Belangrijkste resultaten
- WK
  -  Goud in het vrouwen dubbelspel in 1973 in Sarajevo met Maria Alexandru.
  -  Brons in het enkelspel in 1969 in München.
  -  Brons in het dubbelspel in 1971 in Nagoya.
  -  Brons met het team in 1973 in Sarajevo.